# Томас Фаббіано
Томас Фаббіано (італ. Thomas Fabbiano; нар. 26 травня 1989) — колишній італійський тенісист.
Найвищу одиночну позицію світового рейтингу — 70 місце досяг 18 вересня 2017, парну — 208 місце — 20 липня 2009 року.
Найвищим досягненням на турнірах Великого шолома було 3 коло в одиночному розряді.
Завершив кар'єру 2023 року.

## Фінали на юніорських турнірах Великого шлему

### Фінали в парному розряді: 1 (1–0)
| Результат | Рік  | Турнір                               | Покриття | Партнер          | Суперники у фіналі             | Рахунок  |
| --------- | ---- | ------------------------------------ | -------- | ---------------- | ------------------------------ | -------- |
| Перемога  | 2007 | Відкритий чемпіонат Франції з тенісу | Ґрунт    | Андрій Коротченя | Келлен Даміко Жонатан Ейссерік | 6–4, 6–0 |

## Фінали ATP Челленджер і ITF Ф'ючерс

### Одиночний розряд: 25 (17–8)
| Легенда               |
| --------------------- |
| ATP Челленджери (6–1) |
| ITF Ф'ючерс (11–7)    |

| Титули за покриттям |
| ------------------- |
| Тверде (11–2)       |
| Трава (0–0)         |
| Ґрунт (6-6)         |
| Килим (0–0)         |

| Результат | В-П  | Дата     | Турнір                          | Рівень     | Покриття | Суперник             | Рахунок            |
| --------- | ---- | -------- | ------------------------------- | ---------- | -------- | -------------------- | ------------------ |
| Поразка   | 0-1  | Лип 2007 | Італія F24, Модена              | Ф'ючерс    | Ґрунт    | Крістіан Вільяґран   | 0–6, 1–6           |
| Перемога  | 1-1  | Вер 2007 | Італія F32, Ольбія              | Ф'ючерс    | Ґрунт    | Массімо Делл'Аква    | 4–6, 7–5, 7–6(7–4) |
| Перемога  | 2-1  | Кві 2008 | Італія F9, Франкавілла-аль-Маре | Ф'ючерс    | Ґрунт    | Віктор Йоніце        | 6–2, 6–2           |
| Перемога  | 3-1  | Сер 2008 | Італія F24, Ла-Спеція           | Ф'ючерс    | Ґрунт    | Марко Віола          | 6–4, 6–2           |
| Перемога  | 4-1  | Жов 2008 | Італія F34, Куарту-Сант'Елена   | Ф'ючерс    | Ґрунт    | Леонардо Аццаро      | 6–2, 4–6, 6–2      |
| Поразка   | 4-2  | Лют 2010 | Ізраїль F3, Ейлат               | Ф'ючерс    | Тверде   | Мілослав Мечирж      | 4–6, 6–7(6–8)      |
| Поразка   | 4-3  | Бер 2010 | Туреччина F2, Анталія           | Ф'ючерс    | Ґрунт    | Павол Червенак       | 6–3, 6–4           |
| Перемога  | 5-3  | Сер 2010 | Італія F19, Ла-Спеція           | Ф'ючерс    | Ґрунт    | Франческо Альді      | 6–0, 5–7, 6–3      |
| Поразка   | 5-4  | Чер 2011 | Румунія F2, Бакеу               | Ф'ючерс    | Ґрунт    | Віктор Йоніце        | 6–7(4–7), 0–4r     |
| Поразка   | 5-5  | Лип 2011 | Італія F17, Сассуоло            | Ф'ючерс    | Ґрунт    | Джеймс Дакворт       | 1–6, 2–6           |
| Перемога  | 6-5  | Лип 2011 | Італія F18, Модена              | Ф'ючерс    | Ґрунт    | Лоран Рошетт         | 6–4, 6–4           |
| Перемога  | 7-5  | Гру 2011 | Туреччина F35, Анталія          | Ф'ючерс    | Тверде   | Штефан Зайферт       | 6–2, 6–1           |
| Перемога  | 8-5  | Бер 2012 | Usa F6, Гарлінген               | Ф'ючерс    | Тверде   | Пітер Поланскі       | 6–1, 4–6, 6–3      |
| Поразка   | 8-6  | Тра 2013 | Італія F9, Бергамо              | Ф'ючерс    | Ґрунт    | Маттео Тревізан      | 4–6, 4–6           |
| Поразка   | 8-7  | Чер 2013 | Італія F11, Парма               | Ф'ючерс    | Ґрунт    | Ріккардо Беллотті    | 2–6, 2–6           |
| Перемога  | 9-7  | Лип 2013 | Реканаті, Італія                | Челленджер | Тверде   | Давид Гез            | 6–0, 6–3           |
| Перемога  | 10-7 | Бер 2015 | Туніс F9, Порт-ель-Кантауї      | Ф'ючерс    | Тверде   | Енріке Кунья         | 6–3, 6–4           |
| Перемога  | 11-7 | Бер 2015 | Туніс F10, Ель-Кантауї          | Ф'ючерс    | Тверде   | Александар Лазов     | 7–6(7–2), 4–6, 6–1 |
| Перемога  | 12-7 | Бер 2015 | Туніс F11, Ель-Кантауї          | Ф'ючерс    | Тверде   | Александар Лазов     | 6–3, 6–1           |
| Перемога  | 13-7 | Бер 2016 | Чжухай, КНР                     | Челленджер | Тверде   | Чжан Зе              | 5-7, 6–1, 6-3      |
| Поразка   | 13-8 | Бер 2017 | Чжухай, КНР                     | Челленджер | Тверде   | Євген Донской        | 3–6, 4–6           |
| Перемога  | 14-8 | Бер 2017 | Цюаньчжоу, КНР                  | Челленджер | Тверде   | Маттео Берреттіні    | 7–6(7–5), 7–6(9–7) |
| Перемога  | 15-8 | Тра 2017 | Кімчхон, Південна Корея         | Челленджер | Тверде   | Теймураз Габашвілі   | 7–5, 6-1           |
| Перемога  | 16-8 | Тра 2017 | Сеул, Південна Корея            | Челленджер | Тверде   | Квон Сун-ву          | 1-6, 6–4, 6-3      |
| Перемога  | 17-8 | Жов 2018 | Нінбо, КНР                      | Челленджер | Тверде   | Праджнеш Гуннесваран | 7–6(7–4), 4–6, 6–3 |

### Парний розряд
| Легенда               |
| --------------------- |
| ATP Челленджери (3–4) |
| ITF Ф'ючерс (5–7)     |

| Титули за покриттям |
| ------------------- |
| Тверде (0–1)        |
| Трава (0–0)         |
| Ґрунт (3–3)         |
| Килим (0–0)         |

| Результат | Ранг | Дата            | Турнір                | Покриття | Партнер                  | Суперники                                | Рахунок            |
| --------- | ---- | --------------- | --------------------- | -------- | ------------------------ | ---------------------------------------- | ------------------ |
| Перемога  | 1.   | 24 серпня 2008  | Манербіо, Італія      | Ґрунт    | Борис Пашанскі           | Массімо Делл'Аква Алессіо ді Мауро       | 7–6, 7–5           |
| Перемога  | 2.   | 11 липня 2010   | Сан-Бенедетто, Італія | Ґрунт    | Габріель Трухільйо-Солер | Франческо Альді Даніеле Джорджині        | 7–6(7–4), 7–6(7–5) |
| Перемога  | 3.   | 15 серпня 2010  | Трані, Італія         | Ґрунт    | Маттео Тревізан          | Даніеле Браччалі Філіппо Воландрі        | 6–2, 7–5           |
| Поразка   | 4.   | 16 квітня 2011  | Рим, Італія           | Ґрунт    | Вальтер Трузенді         | Мартін Кліжан Алессандро Мотті           | 6–7(3–7), 4–6      |
| Поразка   | 5.   | 24 вересня 2011 | Ізмір, Туреччина      | Тверде   | Флавіо Чіполла           | Тревіс Реттенмаєр Зімон Штадлер          | 0–6, 2–6           |
| Поразка   | 6.   | 15 липня 2012   | Богота, Колумбія      | Ґрунт    | Ріккардо Гедін           | Марсело Демолінер Віктор Естрелья Бургос | 4–6, 2–6           |
| Поразка   | 7.   | 12 квітня 2014  | Мерсін, Колумбія      | Ґрунт    | Маттео Віола             | Раду Албот Ярослав Поспішил              | 6–7(7–9), 1–6      |

## Досягнення

### Одиночний розряд
| W | Ф | ПФ | ЧФ | #Р | КТ | К# | P# | DNQ | A | Z# | PO | G | S | B | NMS | NTI | P | NH |

Актуально станом на завершення Відкритого чемпіонату Австралії 2022.
| Турнір                                 | 2013 | 2014 | 2015 | 2016 | 2017 | 2018 | 2019 | 2020 | 2021 | 2022 | В-П   |
| -------------------------------------- | ---- | ---- | ---- | ---- | ---- | ---- | ---- | ---- | ---- | ---- | ----- |
| Турніри Великого шлему                 |      |      |      |      |      |      |      |      |      |      |       |
| Відкритий чемпіонат Австралії з тенісу | К2р  | К1р  | К1р  | К2р  | 1р   | 1р   | 3р   | К1р  | К1р  | К3р  | 2–3   |
| Відкритий чемпіонат Франції з тенісу   |      | К1р  | К2р  | 1р   | К1р  | 2р   | 1р   |      | К2р  | К1р  | 1–3   |
| Вімблдонський турнір                   |      | К1р  | К1р  | К3р  | 1р   | 3р   | 3р   | NH   | К1р  | К1р  | 4–3   |
| Відкритий чемпіонат США з тенісу       | 1р   | К1р  | К3р  | 1р   | 3р   | К2р  | 2р   |      | К1р  |      | 3–4   |
| В-П                                    | 0–1  | 0–0  | 0–0  | 0–2  | 2–3  | 3–3  | 5–4  | 0–0  | 0–0  | 0–0  | 10–13 |

## Перемоги над гравцями першої 10-ки
| #    | Гравець          | Рейтинг | Турнір                                     | Покриття | Р-д  | Рахунок                       | Рейтинг ТФ |
| 2019 | 2019             | 2019    | 2019                                       | 2019     | 2019 | 2019                          | 2019       |
| ---- | ---------------- | ------- | ------------------------------------------ | -------- | ---- | ----------------------------- | ---------- |
| 1.   | Стефанос Ціціпас | 6       | Вімблдонський турнір 2019, Велика Британія | Трава    | 1р   | 6–4, 3–6, 6–4, 6–7(8–10), 6–3 | 89         |
| 2.   | Домінік Тім      | 4       | Відкритий чемпіонат США з тенісу 2019, США | Тверде   | 1р   | 6–4, 3–6, 6–3, 6–2            | 87         |